# Топонимия Румынии

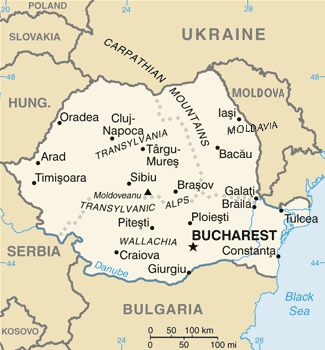
Карта Румынии

Топонимия Румынии — совокупность географических названий, включающая наименования природных и культурных объектов на территории Румынии. Структура и состав топонимии страны обусловлены её географическим положением, этническим составом населения и богатой историей.

## Название страны
«Румыния» — топоним, созданный для нового государства Румыния, возникшего в 1859 году в результате объединения двух княжеств — Молдавии и Валахии.
Топоним Romania изначально относился к Фракии. В XIX веке топоним Romania был заимствован и стал употребляться по отношению к новому государству, основанному в ходе объединения Молдавского и Валашcкого княжеств. По распространенной в Румынии версии, название Румынии (рум. România) происходит от румынского «Român», что якобы является производным от прилагательного «romanus» из латинского языка, означающего «римский». После образования Румынии и жителей страны валахов и молдаван стали называть румынами, а государственный язык — румынским (вместо валашского и молдавского).
Исторические названия страны:
- 1859—1881: Объединённое княжество Валахии и Молдавии
- 1881—1947: Королевство Румыния
- 1947—1965: Румынская Народная Республика
- 1965 — декабрь 1989: Социалистическая Республика Румыния
- Декабрь 1989 года — настоящее время: Румыния (рум. România).

## Формирование и состав топонимии
Румынские названия составляют основной фон на всей территории страны. В меньшей мере запечатлён румынский язык в гидронимах (Мотру, Ленишул, Клэра, Кришул-алб), несколько более — в оронимах (Арамэ, Фагараш, Калиман, Оаш, Гургиу), и ещё полнее — в ойконимах (Фокшани, Плоешти, Медиаш, Ботошани, Турну-Северин, Баяде-Араме и др.).
Иноязычные названия в Румынии по сравнению, например, с Венгрией более обильны. В гидронимах местами преобладает славянский элемент: Холод, Бистрица, Яломица, Дымбовица, Красна, Черна, Прахова и др. Обильны и славянские оронимы: Черна, Предял, Красней, Семеник и др. Славянские названия поселений не только обильны, но и близки по своим типам к топонимам соседних славянских стран: Рогоза, Коркова, Буковец, Сухая, Плоска, Остров, Черна, Решица и др..
Названия венгерского происхождения представлены довольно широко, но приурочены главным образом к северо-западной части страны, к Трансильвании. Многие из них романизованы; примерами венгерских названий, ассимилированных румынским языком, могут служить Тимишоара, Арад, Самош-адорхей, Тыргул—Лэпушулуй, Окна-Мурушулуй и т.д . Г.Вейганд выделил в Трансильвании три «этажа» названий поселений. К нижнему «этажу» было отнесено 32 названия славянского происхождения. к среднему — 110 названий венгерских и к верхнему — 84 румынских названия. Это дало ему возможность заметить интересную закономерность: древние румынские названия приурочены только к горным районам. По-видимому, заселение Трансильвании румынским населением начиналось с горных районов и затем постепенно распространялось на равнины.
Единичны в Румынии топонимы тюркского происхождения. Они различного возраста: одни относятся к дорумынским временам, другие — недавние, появились в эпоху Оттоманской империи. Примеры тюркских названий: Олтул, Телеорман и др.
Очень редки в Румынии немецкие названия. Они возникли сравнительно недавно, вместе с немногочисленными немецкими колонистами в Трансильвании (Йоханисфельд и др.).
Таким образом, на территории Румынии можно выделить несколько топонимических пластов: древнейший тюркский (возможно, иранский), славянский, венгерский (только на северо-западе), румынский. По подсчетам Г. Вейганда, на Нижнедунайской низменности гидронимы славянского происхождения составляют 53 %, венгерские — 10 %, тюркские —— 15 %, мемориально—исторические — 1 %, неизвестные — 5 %‚ и только 16 % — румынские. Славянские названия относятся к значительным рекам, а румынские, как правило, — к небольшим. Такое разнообразие географических названий Нижнедунайской низменности объясняется тем, что эти места служили удобными воротами для передвижения народов, каждый народ оставлял свой след в топонимии. Дославянская топонимия не могла хорошо сохраниться, вероятно, потому‚ что славяне не имели длительных контактов с прежним населением и давали географическим объектам свои имена. Румынское же население, живя в тесном соприкосновении со славянами, воспринимало от них многие названия (прежде всего староболгарского происхождения).
Таким образом, топонимия Румынии очень разнообразна: рядом с румынскими названиями, составляющими общий фон, встречаются названия самого разного происхождения. Так, топоним Фагэраш происходит от румынского фаг (бук), а гидроним Дымбовица — от славянского дуб. Река Яломица получила свое имя от славянского слова яловый (бесплодный). Название Биказ происходит от венгерского термина, обозначающего «кремнистый», «каменистый», Себаш — от венгерского слова со значением «быстрый».
Особенность географических названий Румынии — преобладание топонимов I группы по классификации Жучкевича (характеризующих природные условия): многие содержат в своем составе слова кымп (поле) или пэдуря (лес). Многочисленны и названия II группы (характеризующие национальный состав населения и экономические явления), к ним относятся такие, как Брынзарь (сыровары), Кэрбунарь (угольщики), Оларь (горшечники), Блэнарь (скорнякн), Албэнарь (пчеловоды) и др. Многие из них, унаследованные от прошлого, заменяются новыми. Национальный состав населения показывают названия Тырну, Нямець, Сырба, Турчень, Гречь, Унгурень, Цыганешти и др. К III группе относят названия, характеризующие сами поселения: Скит, Монастырня, Турну (крепость) и др. Примерами названий IV группы (от имён собственных и фамилий) могут быть: Букурешти (Бухарест) — от собственною имени албанского происхождения, Яшь (Яссы) и др. Названий из других групп немного.

## Топонимическая политика
Топонимической политикой в стране с 2010 года занимается Военно-топографическая служба Министерства обороны.